# Poda de frutales

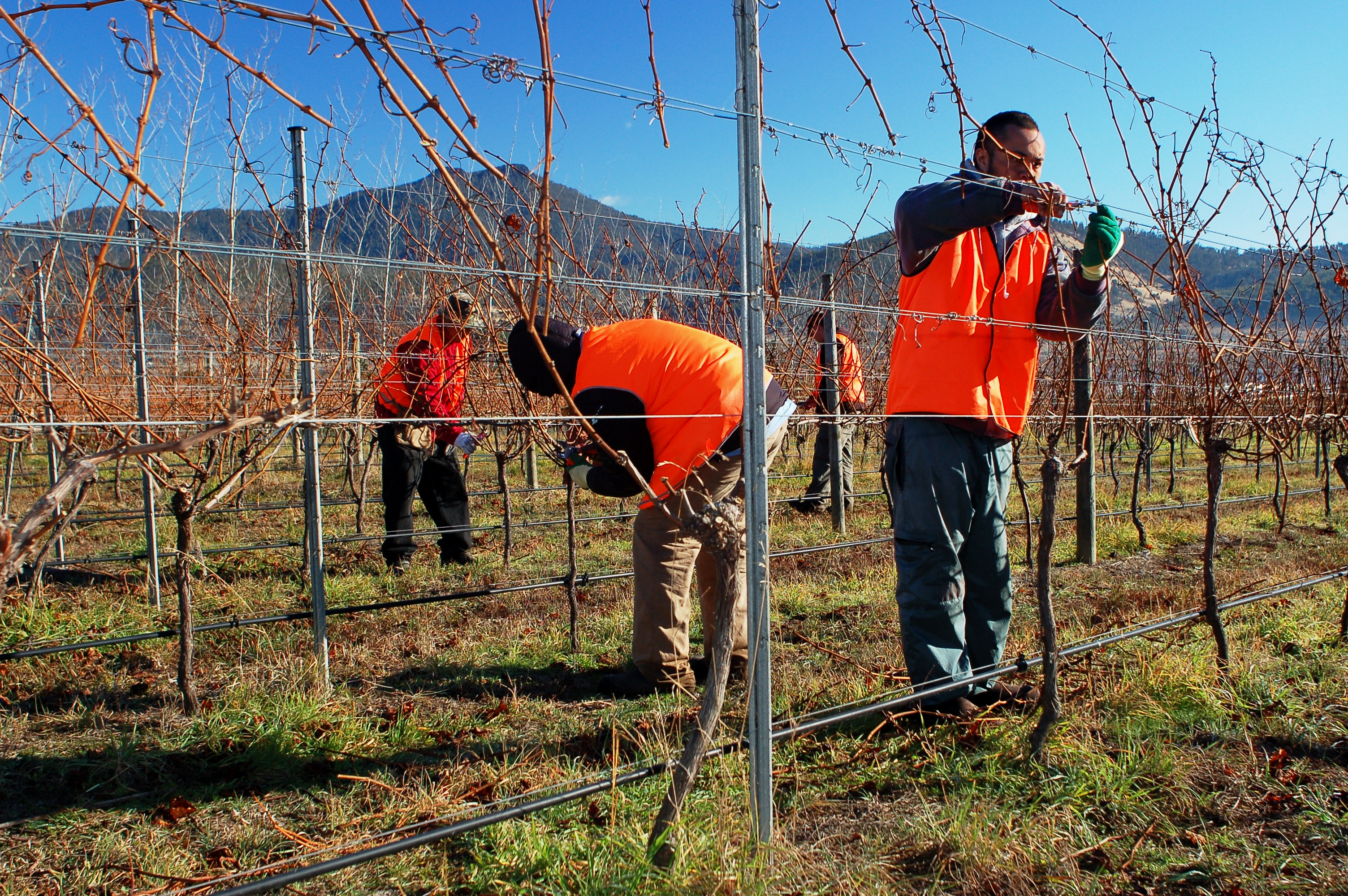
Poda de parras

La poda de árboles frutales difiere en gran medida del resto de podas que desarrollaremos en el jardín. El objetivo reside en obtener frutos de calidad, por lo que se trata de una poda necesaria para evitar que haya muchos frutos pequeños de poca calidad, pero si podamos excesivamente la producción de fruta puede ser nula. Por ello, hay que buscar el equilibrio entre crecimiento y fructificación.
La poda y guía de frutales se debe realizar desde el momento de la plantación. Formar frutales cuando ya son grandes es un gran esfuerzo y requiere tiempo y herramientas, mientras que un frutal joven se puede podar y guiar adecuadamente en un momento con unas tijeras de una mano. Debemos fomentar una estructura abierta de ramas que desarrollen a lo ancho, y quitar todas las ramas verticales o chupones, cuya única función es la de quitar vigor al árbol y, por tanto, a los frutos. La posición de una improductiva rama vertical puede cambiarse guiándola a una posición más horizontal, lo que reducirá su ritmo de crecimiento y fomentará la formación de yemas de flor y frutos.
Una vez que se ha dado la estructura al joven frutal, hay que podarlo todos los años quitando la madera improductiva, incrementar la luz que llega al resto de ramas y mantenerlo en el tamaño adecuado. La poda anual mantiene la madera fructífera productiva y las plantas sanas y vigorosas. Cuando un frutal empieza a fructificar plenamente el crecimiento se ralentiza y, por tanto, la necesidad de poda también. La respuesta de un árbol a un corte de poda depende de dónde se ha hecho el corte. La poda de frutales y parras se basa en:
- Aclaramientos: El aclareo quita ramas completamente, consiguiendo que el resto de ramas se beneficien de la energía remanente creciendo más vigorosamente.

- Descabezamientos: El descabezamiento nos deja más yemas en cada rama que al crecer crearán una planta más compacta, ramificada y densa.

## Partes de un árbol frutal
Entender las diferentes partes de los frutales es imprescindible para podar correctamente. Las yemas de las ramas gozan de una clara diferenciación. La poda correcta consiste en buscar un equilibrio entre frutos y hojas. Unas cuarenta hojas hacen que un fruto tenga suficiente calidad. Para lograrlo deberemos tener en cuenta antes de la poda cuántas yemas de flor y madera tenemos, y por tanto actuaremos en consecuencia buscando equilibrio.

### Yema terminal
La yema gorda del final de la rama es la que crece más rápido y vigorosamente. Si la cortamos, las yemas que quedan detrás se activan.

### Yemas de follaje
Son las yemas triangulares planas del lateral de la rama. Para activar una yema de follaje hay que cortar la rama justo por encima de la yema; así crecerá una rama que producirá hojas.

### Yemas florales
Son las yemas gordas que darán paso a las flores, y son las primeras que se hinchan en primavera.

### Dardos
Las pequeñas ramas coronadas con yemas de flor que crecen sobre las ramas más viejas. Después de producir las flores y de que recojamos la fruta hay que conservarlas, ya que garantizan la fructificación anual.

### Cicatriz estacional
El anillo sobre la rama marca el comienzo del crecimiento después del periodo de reposo.

## Cuándo podar
- El mejor momento para podar los frutales es después del período de reposo o dormancia, al final del invierno, antes de la brotación primaveral cuando la savia ascendente ya está hinchando las yemas. En este momento las heridas que se hayan podido producir con la poda cicatrizarán inmediatamente evitando consecuencias no deseadas.[1]

- La poda se puede retrasar hasta una semana después de la floración con un daño mínimo para el frutal.

- Otro período en el que podemos podar el frutal es durante el verano y el otoño. En esta época nos limitaremos a pinzar los brotes más vigorosos para provocar la aparición de ramas laterales menos vigorosas y portadoras de yemas de flor.

- Si queremos reducir el vigor de un determinado frutal demasiado vigoroso debemos podarlo de principios a mediados de agosto. Para obtener frutos de calidad retiraremos las hojas que sombrean el fruto.

Nota:La poda a finales de otoño y principios de invierno es la menos adecuada ya que las heridas quedarán expuestas hasta finales de invierno, que es cuando empezarán a cicatrizar, lo que puede provocar ataques de hongos y heridas por heladas.

## Tipos de poda

### Poda de Formación
Se realiza durante los 3 o 4 primeros años que van desde que se planta hasta que entra en producción. Es casi imprescindible hacerla y su objetivo es conseguir una forma adecuada para el árbol.
A partir de que termina la formación solo se practica, anualmente, las dos siguientes:

### Poda de Limpieza
Consiste en quitar elementos indeseables como ramas secas, chupones, ramas que enmarañen la copa, tocones secos, etc. Esta poda es necesaria en todas las especies y durante todos los años de la vida del árbol, sea frutal o árbol ornamental.

### Poda de Fructificación
El objetivo de la Poda de Fructificación es renovar las formaciones del árbol que porta la fruta por otras que llevarán la cosecha del año siguiente, ya que aquellas se han agotado.
- Archivo:Elemento de lista numerada

### Poda de Rejuvenecimiento y Regeneración
Hay una 4ª poda que se hace en ciertos casos. Cuando el frutal llega a un momento en el que la producción empieza a decrecer, en lugar de optar por arrancar el árbol, se poda drásticamente para que rebrote. 
En Melocotonero no interesa una Poda de Regeneración ya que entra rápidamente en producción y dura de 15 a 17 años dando fruto; mejor plantar uno nuevo. Un Cerezo o un Ciruelo, tampoco, si se le cortan ramas gordas muere. En Olivo sí es más aplicable la poda drástica de regeneración. También en Peral, Manzano, Membrillero.
Hay varios métodos de Poda de Renovación o Regeneración: 
- Terciado de ramas: se realiza cuando la rama se aleja mucho del tronco y cuando su producción es escasa. Se deja 1/3 de la longitud de la rama aproximadamente y se hace a varias ramas cada año, no todas a la vez.

- Descabezado: se corta toda la copa con todas las ramas. Para hacerlo menos traumático, un año se puede cortar una parte y otro la restante.

- Renovación por injerto: injertar púas sobre los cortes de ramas gruesas en lugar de dejar que rebroten. Es interesante cuando tenemos pocos rebrotes o cuando se quiere cambiar la variedad. En olivo son típicos los injertos de corteza, que se realizan al principio de la primavera. También se practica en peral, manzanos viejos...

- Recepado: Consiste en cortar a ras del suelo. Surgen muchos chupones y se procede a una formación. A esta poda tan drástica solo responde el olivo. A veces es también aplicable a higuera y manzano.